# ビーレジェンド
ビーレジェンド (be LEGEND) は、株式会社リアルスタイルが開発製造するサプリメントシリーズである。

## 概要
株式会社Real Styleがプロデュースするサプリメントシリーズ。
2015年にはプロテインサプリメントとして世界初の、モンドセレクション最高金賞を受賞した（ビーレジェンドプロテイン ナチュラル風味）。
2016年には2度目のモンドセレクション最高金賞を受賞（ビーレジェンドプロテイン ナチュラル風味）。また、同シリーズのチョコ風味、リンゴ風味、パイン風味、バナナ風味も同じくモンドセレクション最高金賞を受賞した。2018年子会社である株式会社RealStyleJAPANがペット用プロテインをリリースした。

## ビーレジェンドサプリメントシリーズ

### プロテイン
- ビーレジェンド WPCプロテイン ナチュラル 1kg、5kg
- ビーレジェンド WPCプロテイン 激うまチョコ風味 1kg、5kg
- ビーレジェンド WPCプロテイン すっきリンゴ風味 1kg
- ビーレジェンド WPCプロテイン 南国パイン風味 1kg
- ビーレジェンド WPCプロテイン そんなバナナ風味 1kg、5kg[2]
- ビーレジェンド WPCプロテイン キャラメル珈琲 1kg
- ビーレジェンド WPCプロテイン ベリベリベリー風味 1kg、5㎏[3]
- ビーレジェンド WPCプロテイン  情熱のパッションフルーツ風味 1kg
- ビーレジェンド WPCプロテイン 一杯飲んどコーラ風味 1kg
- ビーレジェンド WPCプロテイン めろめろメロン風味 1kg
- ビーレジェンド WPCプロテイン 抹茶のチャチャチャ風味 1kg
- ビーレジェンド WPCプロテイン 初恋のいちご風味 1kg
- ビーレジェンド WPCプロテイン ぴちぴちハッピーチ風味 1kg
- ビーレジェンド WPCプロテイン  GENMATSU  3kg
- ビーレジェンド WPIプロテイン  MUTENKA 1kg
- ビーレジェンド WPI プロテイン 地中海レモン風味 1kg
- ビーレジェンド WPI プロテイン みんなの愛すココア風味 1kg、3kg
- ビーレジェンド WPI プロテイン  常夏のココナッツミルク風味  1kg(数量限定）
- ビーレジェンド WPI プロテイン うまい！もう一杯！青汁風味 1kg (数量限定）
- ビーレジェンド WPI プロテイン バナナんバナナんバーナーナ♪風味 1kg(数量限定）
- ビーレジェンド WPI プロテイン 甘くな～いビター珈琲風味 (数量限定）
- ビーレジェンド WPI プロテイン ちょっぴり甘い珈琲風味 (数量限定）
- ビーレジェンドプロテイン カゼイン＆ホエイ イチゴみるく風味 1kg
- ビーレジェンドプロテイン カゼイン＆ホエイ 大人のミルクティー風味 1kg
- ビーレジェンド ラガーマンプロテイン 勝利をつかむトライチョコ風味 1kg[4](終売）
- ビーレジェンド フットボールプロテイン リカバリー＆アジリティー ベリーヨーグルト風味 1kg（終売）
- ビーレジェンド ZOURYOプロテイン コーヒー牛乳風味 1kg（終売）
- ビーレジェンド 超ZOURYO　 チョコっとどころじゃないチョコ風味 　5kg
- ビーレジェンド ジュニアプロテイン すくすくチョコ風味　750g
- ビーレジェンド ジュニアプロテイン　ぐんぐんグレープ風味　750g（終売）
- ビーレジェンド ジュニアプロテイン　のびのびいちご風味　750g
- ビーレジェンド ソイプロテイン WEIGHT DOWN やみつき黒蜜きな粉風味　１kg
- ビーレジェンド ソイプロテイン WEIGHT DOWN ほっこり豆乳ラテ風味　1kg
- ビーレジェンド ソイプロテイン WEIGHT DOWN濃厚バナナラテ風味　1kg
- ビーレジェンド ソイプロテイン WEIGHT DOWNさっぱりヨーグルト風味　1kg
- ビーレジェンド ソイプロテイン WEIGHT DOWN よりそいココア風味　1kg
- ビーレジェンド WPC プロテイン  春うらら甘酒風味 （数量限定）
- ビーレジェンド WPC プロテイン  力もちの桜餅風味 （数量限定）
- ビーレジェンド WPC プロテイン  ちょっとひとやすみルクティー風味 （数量限定）
- ビーレジェンド WPC プロテイン めんそ～れ！シークヮーサー風味（数量限定）
- ビーレジェンド WPC プロテイン めっちゃおいすぃ～とポテト風味（数量限定）
- ビーレジェンド  WPCプロテイン  もういっかい！さくらんぼ風味（数量限定）
- ビーレジェンド  WPCプロテイン  真夏のおいスイカ風味  あ、そういやタネも入ってタネver.  （数量限定）
- ビーレジェンド WPCプロテイン  白い巨峰風味（数量限定）
- ビーレジェンド WPCプロテイン こいつぁ梅ぇ風味（数量限定）
- ビーレジェンド WPCプロテイン GO！GO！マンゴー！風味（数量限定）
- ビーレジェンド WPCプロテイン 織姫いちごミルク風味（数量限定）
- ビーレジェンド WPCプロテイン 彦星ブルーベリー風味（数量限定）
- ビーレジェンド WPCプロテイン 今日もおつかレモンティー風味 （数量限定）
- ビーレジェンド WPCプロテイン Yo!Yo!洋梨風味（数量限定）
- ビーレジェン WPC プロテイン 背中に鬼レモン風味（数量限定）
- ビーレジェンド WPC プロテイン あっ！と驚くあずき風味（数量限定）
- ビーレジェンド WPCプロテイン 飲もか！カフェモカ風味（数量限定）
- ビーレジェンド WPCプロテイン 魅惑のカシスオレンジ風味（数量限定）
- ビーレジェンド WPCプロテイン ムキムキ甘栗風味 （数量限定）
- ビーレジェンド WPCプロテイン 心とろける塩キャラメル風味（数量限定）
- ビーレジェンド WPCプロテイン よう振るとヨーグルト風味（数量限定）
- ビーレジェンド WPC プロテイン ココだけのココナッツミルク風味（数量限定）
- ビーレジェンド WPCプロテイン 真夏のおいスイカ風味（数量限定）
- ビーレジェンド HOTプロテイン クラムチャウダー 400g（数量限定）
- ビーレジェンド HOTプロテイン みそ汁 400g（数量限定)
- ビーレジェンド HOTプロテイン コーンポタージュ 400g（数量限定）
- ビーレジェンド HOTプロテイン おしるこ 400g（数量限定）

### コラボ商品
- ビーレジェンド WPC プロテイン くまモンバージョン 熊本みかん風味 1kg
- ビーレジェンド WPC プロテイン ペコちゃん ミルキー風味 500g、1kg
- ビーレジェンド WPC プロテイン ポコちゃん ミルキーココア風味 500g、1kg
- ビーレジェンド WPCプロテイン ペコちゃん いちごミルキー風味
- ビーレジェンド WPCプロテイン ペコちゃん 抹茶ミルキー風味
- ビーレジェンド WPC プロテイン ドラゴンボール超 ブロリー かめはめ波風味 1kg
- ビーレジェンド WPC プロテイン キン肉マン 火事場のクソ力風味 1kg
- ビーレジェンド WPCプロテイン キン肉マン キン肉バニラ風味　700g
- ビーレジェンドWPC プロテイン ワンピース ハンコックのメロメロ甘風(メロウ)風味 1kg（終売）
- ビーレジェンド WPC プロテイン ワンピース フランキーのコーラパワー風味（終売）
- ビーレジェンド WPC プロテイン ワンピース 悪魔の実風味 420g、１kg
- ビーレジェンド WPC プロテイン ワンピース チョッパーのわたあめ風味 420g
- ビーレジェンド プレワークアウト モンスターハンター 元気ドリンコ風味
- ビーレジェンド プレワークアウト モンスターハンター 元気ドリンコ風味（カフェインレス）
- ビーレジェンド プレワークアウト モンスターハンター 炎熟マンゴー風味
- ビーレジェンド EAA モンスターハンター ラージャンハート風味
- ビーレジェンド WPC プロテイン ガンダム 連邦の白いヨーグルト風味 420g
- ビーレジェンド WPC プロテイン ハローキティ ママの作ったアップルパイ風味 420g
- ビーレジェンド WPC プロテイン 北斗の拳  明日への種モミ 1kg
- ビーレジェンド WPC プロテイン 北斗の拳 ラオウ 我が生涯に一片の悔い無し!!風味 1kg（終売）
- ビーレジェンド 北斗の拳 SUPER AMINO FLOWSION ジャギ　(おれの名をいってみろ!!風味) 420g ※BCAAドリンク
- ビーレジェンド SUPER AMINO FLOWSION ストリートファイターⅤ春麗 百裂脚風味※BCAAドリンク
- ビーレジェンド WPC プロテイン ストリートファイターV ケン 昇竜拳風味
- ビーレジェンド WPC プロテイン ストリートファイターV リュウ 波動拳風味 1kg
- ビーレジェンド WPC プロテイン ケンガンアシュラ ケンガンジンジャーエール風味
- ビーレジェンド WPC プロテイン はじめの一歩 デンプシー・ロール風味
- ビーレジェンド WPC プロテイン ぐでたま ぐでぐでミルクセーキ風味
- ビーレジェンド WPC プロテイン HOT NARUTO-ナルト- 疾風伝 一楽の味噌豚骨風味
- ビーレジェンド WPC プロテイン NARUTO-ナルト- 疾風伝 螺旋丸風味
- ビーレジェンド WPC プロテイン PABLO パブロチーズタルト風味
- ビーレジェンド WPC プロテイン PABLO パブロいちごとろけるチーズタルト風味
- ビーレジェンド WPCプロテイン PABLO パブロ紅芋チーズタルト風味
- ビーレジェンド WPCプロテイン ダンベル何キロ持てる？ ひびきのご褒美プリン風味
- ビーレジェンド WPCプロテイン コアラ小嵐 大阪の喫茶店のミックスジュース風味
- ビーレジェンド×アイドルマスター SideM お試しプロテイン3種セット
- ビーレジェンド×アイドルマスター SideM FRAMEのおみやプロテインバー オレンジピールクッキー風味
- ビーレジェンド WPCプロテイン アイドルマスター SideM 勇敢なるキウイ風味
- ビーレジェンド WPCプロテイン 範馬刃牙 すッッ・・・ッパイン風味

### スポーツドリンク
- ビーレジェンド スポーツ＆リカバリー（すかっとマスカット風味）1㎏（終売）
- ビーレジェンド スポーツ＆リカバリー（ソルティ―ラララライチ風味）1kg
- ビーレジェンドMD（マルトデキストリン）2㎏
- ビーレジェンド SUPER AMINO FLOWSION (もう１レップ！グレープ風味) 420g
- ビーレジェンド SUPER AMINO FLOWSION (ふるふるフルーツパンチ風味)420g

### その他製品
- ビーレジェンド クレアチン300g、1㎏
- ビーレジェンド グルタミン500g、1㎏
- ビーレジェンド BCAA だってレモンだもん風味 (500g)
- ビーレジェンド BCAA だってレモンだもん風味 (1kg)
- ビーレジェンド EAA 夕焼けオレンジ風味 (300g)
- ビーレジェンド EAA 青春レモンスカッシュ風味 (300g)
- ビーレジェンド V&M（ビタミン＆ミネラル）
- ビーレジェンド リアファイバー すりおろしピーチ風味 (300g)
- ビーレジェンド ジョイント
- ビーレジェンド メガ
- ビーレジェンド ファイヤー
- ビーレジェンド SASAMI（プレーン、ジンジャー、ブラックペッパー）[5]
- ビーレジェンド MOERU[6]
- ビーレジェンド 必勝ゼリー パワーアップル風味
- ビーレジェンド リアファイバー すっきりグレープフルーツ風味（300g）
- ビーレジェンド プロテインカップケーキ 激うまチョコ風味
- ビーレジェンド プロテイン STRONG MEN（ストロングメン）
- ビーレジェンド プロテインウォーター はちみつレモン風味
- ビーレジェンド プロテインバー（ロイヤルチョコレート、アメリカンクッキー、ピーナッツバター）
- ビーレジェンド MACHO CURRY
- ビーレジェンド HMB 俺のオレンジ風味

### アパレル
- 920CS BE LEGEND NEW ERA CAP
- 5950 BE LEGEND NEW ERA CAP
- BE LEGEND NEW ERA CYL COACH JACKET
- BE LEGEND NEW ERA BOX LOGO HOODIE
- 920CS BE LEGEND NEW ERA CAP SMALL B
- 5950 BE LEGEND NEW ERA CAP LARGE B
- ビーレジェンド HOODIE
- ビーレジェンド TEE
- ビーレジェンド SLEEVELESS SHIRT
- BE LEGEND NEW ERA CYL S/S TEE
- BE LEGEND NEW ERA BOX LOGO S/S TEE
- BE LEGEND NEW ERA CYL L/S TEE
- ビーレジェンド BIGLOGO LONG PANTS
- ビーレジェンド ARCH LONG PANTS
- ビーレジェンド LAUNDRY BAG
- ビーレジェンド スタンダードハーフパンツ
- ビーレジェンド RS ハーフパンツ
- ビーレジェンド CAMO FLAG TEE
- ビーレジェンド CHEATDAY TEE

## モンドセレクション
2015年：プロテインサプリメントとして世界初、モンドセレクション最高金賞受賞
- 受賞商品：ビーレジェンドプロテイン（ナチュラル風味）

2016年：2年連続でモンドセレクション最高金賞を受賞（ビーレジェンドプロテイン ナチュラル風味）その他、以下の商品でもモンドセレクション最高金賞を受賞
- ビーレジェンド WPCプロテイン 激うまチョコ風味
- ビーレジェンド WPCプロテイン すっきリンゴ風味
- ビーレジェンド WPCプロテイン 南国パイン風味
- ビーレジェンド WPCプロテイン そんなバナナ風味

2017年：3年連続でモンドセレクション最高金賞を受賞（ビーレジェンドプロテイン ナチュラル風味）その他、以下の商品でもモンドセレクション最高金賞を受賞 
・ビーレジェンド WPCプロテイン ベリベリベリー風味（審査員特別賞） 
・ビーレジェンド WPCプロテイン キャラメル珈琲風味 
・ビーレジェンド WPCプロテイン　プロテイン部門でアジア初、iTQi国際味覚審査機構　優秀味覚賞　受賞 
2018年：ビーレジェンドプロテイン4年連続でモンドセレクション最高金賞を受賞（ビーレジェンドプロテイン ナチュラル風味）その他、以下の商品でもモンドセレクション最高金賞を受賞 
・ビーレジェンド WPCプロテイン　めろめろメロン風味 
・ビーレジェンド WPCプロテイン 抹茶のチャチャチャ風味
・ビーレジェンド WPCプロテイン 一杯飲んどコーラ風味
・ビーレジェンド WPCプロテイン 情熱のパッションフルーツ風味
・ビーレジェンド WPCプロテイン 初恋のいちご風味
・ビーレジェンド WPCプロテイン ぴちぴちハッピーチ風味
・ビーレジェンドプロテイン　iTQi国際味覚審査機構　優秀味覚賞　2年連続受賞 
2019年：ビーレジェンドプロテイン5年連続でモンドセレクション最高金賞を受賞（ビーレジェンドプロテイン ナチュラル風味）その他、以下の商品でもモンドセレクション最高金賞を受賞 
・ビーレジェンド WPCプロテイン　激うまチョコ風味
・ビーレジェンド WPCプロテイン すっきリンゴ風味
・ビーレジェンド WPCプロテイン 南国パイン風味
・ビーレジェンド WPCプロテイン そんなバナナ風味
・ビーレジェンド WPCプロテイン　iTQi国際味覚審査機構　優秀味覚賞　3年連続受賞
2020年：ビーレジェンドプロテイン6年連続でモンドセレクション最高金賞を受賞（ビーレジェンドプロテイン ナチュラル風味）その他、以下の商品でもモンドセレクション最高金賞を受賞
・ビーレジェンド WPCプロテイン キャラメル珈琲風味 
・ビーレジェンド WPCプロテイン ベリベリベリー風味 
・ビーレジェンド WPCプロテイン　iTQi国際味覚審査機構　優秀味覚賞　4年連続受賞
2021年：ビーレジェンドプロテイン7年連続でモンドセレクション最高金賞を受賞（ビーレジェンドプロテイン ナチュラル風味）その他、以下の商品でもモンドセレクション最高金賞を受賞
・ビーレジェンド WPCプロテイン　めろめろメロン風味
・ビーレジェンド WPCプロテイン 抹茶のチャチャチャ風味
・ビーレジェンド WPCプロテイン 一杯飲んどコーラ風味
・ビーレジェンド WPCプロテイン 情熱のパッションフルーツ風味
・ビーレジェンド WPCプロテイン 初恋のいちご風味
・ビーレジェンド WPCプロテイン ぴちぴちハッピーチ風味
・ビーレジェンド WPCプロテイン　iTQi国際味覚審査機構　優秀味覚賞　5年連続受賞
2022年：ビーレジェンドプロテイン8年連続でモンドセレクション最高金賞を受賞。以下の商品でモンドセレクション最高金賞を受賞
・ビーレジェンド WPCプロテイン 情熱のパッションフルーツ風味
・ビーレジェンド WPCプロテイン ぴちぴちハッピーチ風味

## 契約アスリート等
- 池田尚也（ベンチプレス）
- 石立真悠子（ハンドボール）
- 駒場孝（ボディビルダー・お笑い芸人 ミルクボーイ）
- 出口クリスタ（柔道）
- 柏原健太（ボディビルダー・YouTuber）
- 村上 英士朗（パワーリフティング）
- 齋藤 学（パワーリフティング）
- 穴見 一佐（フィジーク）
- 伊吹 主税（フィジーク）
- 辻 大成（フィジーク）
- 上別府 美貴也（ベストボディ）
- 木村 拳太（フィジーク）
- 可児 理恵（パワーリフティング）
- 赤澤 範昭（ボディビルダー）
- 榎本 星矢（ボディビルダー）
- 槇谷 勝（ボディビルダー）
- 村上 勝英（ボディビルダー）
- 毛利 智明（ボディビルダー・YouTuber）
- 許 冴恵（ビキニ）
- 櫻井 美沙季（フィジーク）
- 野間 春美（フィジーク）
- 岸田 直也（フレスコボール）
- 中村 恭輔（フットサル）
- 奥田 裕介（テニスコーチ）
- 鈴木 仁（テニス）
- 佐々木 信治（総合格闘技）
- 畠山 祐輔（総合格闘技）
- 林 京平（K1）
- 潮崎 豪（プロレス）
- 鈴木 鼓太郎（プロレス）
- 土屋 皓仰（ブラジリアン柔術）
- 宮島 望（ボディビルダー）
- 小西 幸樹（ボディビルダー）
- 銘苅 淳（ハンドボール）
- 小泉 憲治（フィジーク）
- 藤本 ホセマリ（バドミントン）
- 浅見 尚規（ボディビルダー）
- 佐名木 宗貫（パワーリフティング）
- 国田 真紀（ビルダー）
- 齋藤 真人（フィジーク）
- 福井 剛士（バドミントン）
- 石原 正治（ベンチプレス）
- 佐野 義貴（ベンチプレス）
- 福本 順哉（クライミング）
- 大塚 瑞樹（YouTuber）
- 横山祐貴（TikToker）
- 今堀 恵理（インフルエンサー）
- 中村 哲史（インフルエンサー）

## 協賛
- バンビシャス奈良（プロバスケット）
- ドラゴンゲート（プロレスリング）
- 日本ろう者サッカー協会（デフフットサル日本代表）
- 日本ボディビル連盟
- 東京ボディビル連盟
- 大阪ボディビル連盟
- 三重県ボディビル連盟
- 北海道ボディビル連盟
- 長崎県ボディビル連盟
- 千葉県ボディビル連盟
- 静岡県ボディビル連盟
- 佐賀県ボディビル連盟
- 大分県ボディビル連盟
- 愛知県ボディビル連盟
- 京都府ボディビル連盟
- 兵庫県ボディビル連盟
- NASCAR植野浩行
- シュライカー大阪
- ディアブロッサ高田FC
- 日本体育大学水球部
- 天理大学ラグビー部